# Thygater crawfordi
Thygater crawfordi är en biart som beskrevs av Urban 1967. Thygater crawfordi ingår i släktet Thygater och familjen långtungebin. Inga underarter finns listade i Catalogue of Life.